# Possessivt pronomen
Possessiva pronomen är en kategori av pronomen som används för att beteckna ägande.
I många språk kongruensböjs med det ägda, som är huvudord till pronominet, typiskt sett en nominalfras. Possessiva pronomen påminner i de flesta språk på det sättet om artiklar eller adjektiv och kallas ibland därför för adjektiviska pronomina. 
I svenskan gäller detta de personliga possessiva i första och andra person min, din, vår, er samt det reflexiva possessiva pronomenet sin. Tredje personens possessiva pronomen, hennes, hans, dess och deras vilka i svenskan inte böjs efter det ägda (och i likhet med genitiv slutar på -s) kan istället analyseras som genitivformer av motsvarande personliga pronomen.